# André Vacheron
 (janvier 2022).
Si vous disposez d'ouvrages ou d'articles de référence ou si vous connaissez des sites web de qualité traitant du thème abordé ici, merci de compléter l'article en donnant les références utiles à sa vérifiabilité et en les liant à la section « Notes et références ».
André Vacheron, né le 20 février 1933 à Paris, est un médecin cardiologue français.

## Biographie
Après des études à la Faculté de Médecine de Paris, où il présente une thèse de Doctorat en 1964, André Vacheron devient médecin des Hôpitaux de Paris et agrégé de cardiologie en 1970.
De 1981 à 1999, il dirige le service de cardiologie de l'hôpital Necker-Enfants malades, succédant à Jean Di Matteo.
Professeur titulaire de clinique cardiologique à la faculté de médecine de Paris depuis 1981, il est ensuite professeur émérite à l’université René Descartes depuis 2002.
André Vacheron est membre de l'Académie nationale de médecine, de l'Académie nationale de Pharmacie et de l'Académie des sciences morales et politiques depuis 2009. En tant que président de l'Académie des Sciences Morales, il est président de l'institut pour l'année 2021.

## Décorations
- Grand officier de la Légion d'honneur en 2015[3].
- Grand-croix de l'ordre national du Mérite en 2024[4] (officier en 1990).
- Commandeur de l'ordre du Mérite agricole[réf. nécessaire].